# Peter Winterbottom
Peter James Winterbottom (Otley, 31 de mayo de 1960) es un ex–jugador británico de rugby que se desempeñaba como ala.

## Selección nacional
Fue convocado al XV de la Rosa por primera vez en enero de 1982 para enfrentar a los Wallabies y disputó su último partido en marzo de 1993 ante el XV del Trébol. En total jugó 58 partidos y marcó tres tries para un total de 12 puntos (un try valía 4 puntos por aquel entonces).

### Participaciones en Copas del Mundo
Disputó dos Copas del Mundo; Nueva Zelanda 1987 donde Winterbottom marcó un doblete ante las Águilas y los ingleses fueron derrotados por los Dragones rojos en cuartos de final, quedando eliminados. Cuatro años más tarde en Inglaterra 1991, el XV de la Rosa avanzó hasta semifinales donde venció al XV del Cardo y luego cayó en la final del torneo ante los Wallabies.
| Mundial                       | Sede          | Resultado        | PJ | Tries |
| ----------------------------- | ------------- | ---------------- | -- | ----- |
| Copa Mundial de Rugby de 1987 | Nueva Zelanda | Cuartos de final | 4  | 2     |
| Copa Mundial de Rugby de 1991 | Inglaterra    | Subcampeón       | 5  | 0     |

## Leones Británicos
Fue convocado a integrar el plantel de los British and Irish Lions para participar de la Gira de Nueva Zelanda 1983 donde jugó todos los test matches. Más tarde en 1990, fue seleccionado para disputar The Skilball Trophy y por último integró el plantel que realizó la Gira de Nueva Zelanda 1993 donde jugó los tres partidos ante los All Blacks y puso fin a su carrera.

## Palmarés
- Campeón del Torneo de las Seis Naciones de 1991 y 1992 ambos con Grand Slam.
- Campeón de la Anglo-Welsh Cup de 1991.